# Maewo
Vous lisez un « bon article » labellisé en 2022.
Maewo (autrefois Aurore ou Aurora Island) est une île du Vanuatu. Elle fait partie, avec Ambae et l’île de Pentecôte, de la province de Penama.
Peuplée depuis trois à cinq mille ans, Maewo est habitée presque exclusivement sur sa côte ouest, protégée des vents violents de l’est. Son terrain escarpé favorise l’apparition de nombreuses langues et cultures, malgré la petite taille de l’île. Baptisée Aurore par l'explorateur Louis-Antoine de Bougainville, qui passe à proximité en 1768, elle n’attire que peu de colons mais est évangélisée à partir des années 1870. La population est rapidement décimée par des maladies apportées par les Européens, perdant probablement plusieurs milliers d’habitants.
Après l’indépendance du Vanuatu en 1980, Maewo est intégrée à la province de Penama. Lors de l’éruption du Manaro Voui en 2017-2018 qui contraignit tous les habitants de l’île voisine d’Ambae à l’évacuer pendant plusieurs mois, Maewo fut officiellement désignée « seconde maison » pour les réfugiés.
Il n’y a aucune ville à Maewo. L’économie repose très largement sur l’agriculture vivrière, et la pêche y est très développée. L’île compte quelques cliniques médicales et un aérodrome, et l’électricité est produite à plus de 95 % par l’énergie solaire.
Bien que ses habitants se déclarent tous chrétiens, certaines légendes ont survécu à l'évangélisation. Des rites et coutumes traditionnels, hérités d'anciens groupes secrets auxquels on attribuait des pouvoirs magiques, perdurent aujourd’hui. Maewo est aussi l’une des rares îles du Vanuatu à avoir des femmes-chefs.

## Géographie

### Topographie
Maewo est une île volcanique de l'archipel du Vanuatu située à l'est d'Ambae et au nord de l'île de Pentecôte, dont elle est séparée par le passage de Patteson. Elle est apparue il y a environ 18 millions d'années, en même temps que l'île de Pentecôte. Elle a une superficie de 304 km2, avec 47 km de long pour seulement 5 km de large en moyenne, et son point culminant, le mont Taweti, atteint 811 mètres d'altitude. L'île est recouverte de forêt à 95 %, avec de nombreux cours d'eau. Ses côtes est et sud sont principalement constituées de falaises, et sa côte nord de plages de sable noir,.

### Environnement
De climat équatorial, Maewo est l'île la plus humide du Vanuatu, avec en moyenne 4 500 mm de précipitations par an. La côte ouest est protégée des vents violents venant de l’est, ce qui rend la zone propice à la pêche. Cependant, des cyclones balaient régulièrement l’île, comme Pam en mars 2015 ou Harold en avril 2020, qui causent de gros dégâts.
Contrairement à Ambae, Maewo ne compte aucune zone naturelle protégée. On y trouve de nombreuses espèces d’oiseaux, dont quelques-unes sont endémiques du Vanuatu, comme le carpophage de Baker et le ptilope de Tanna, ainsi que des espèces vulnérables, comme le lori des palmiers, le pétrel de Gould, le pétrel à collier et le pétrel à col blanc. En 2002-2003, deux genres de papillons dont la présence n’est jusque-là pas attestée au Vanuatu sont observés sur Maewo : Prosotas et Petrelaea (en). Quatre espèces invasives sont répertoriées sur l'île : aubergine sauvage, liane américaine, Merremia peltata et Sida acuta.

## Histoire

### Époque pré-coloniale
Maewo semble être habitée depuis 3 000 à 5 000 ans. Comme sur l’île de Pentecôte et une partie d’Ambae, la société est traditionnellement matrilinéaire et les villages sont régis par des chefs, dont le pouvoir n’est pas héréditaire : afin de monter en grade socialement, les hommes doivent sacrifier des cochons lors de cérémonies, une organisation sociale typique du nord du Vanuatu. Certaines communautés sont régies par des femmes qui passent par des cérémonies de montée en grade similaires, un fait rare en Mélanésie.
La côte est de Maewo est quasiment inhabitée, la population étant surtout concentrée à l’ouest, avec aussi quelques villages au centre, dans les hauteurs. Le terrain escarpé ayant obligé les habitants à vivre dans des hameaux parfois très éloignés les uns des autres, l'île abrite une grande diversité culturelle, avec de nombreuses langues. L’archéologie a mis au jour des tessons de poterie similaires à d’autres trouvés à Ambae, Malekula, Pentecôte et Espiritu Santo, ce qui indique des échanges ou des migrations entre ces différentes îles.

### Colonisation
L’île est aperçue par l'Espagnol Pedro Fernandes de Queirós en 1606, puis par le Français Louis-Antoine de Bougainville le 22 mai 1768. Ce dernier n’y accoste pas, mais la baptise « Aurore, », toponyme anglicisé en Aurora.
L’île est évangélisée à partir des années 1870 par la Mission anglicane mélanésienne, qui s’implante à Tanoriki,. Dans le même temps, des tensions naissent entre les Européens et les habitants de Maewo, victimes du blackbirding (une forme d'esclavage ayant eu cours dans la seconde moitié du  XIXe siècle dans les îles du Pacifique, dont certains habitants étaient enlevés pour travailler dans des plantations en Australie). En revanche, à cause de la difficulté du climat et du terrain, très peu de colons s'installent sur l’île,. À la fin du XIXe siècle, la population est décimée par les maladies apportées par les Européens. Le nombre d’habitants serait passé de plusieurs milliers de personnes avant la colonisation à seulement 400 en 1936,.

### Depuis l'indépendance
Dans les années qui précèdent l'indépendance du condominium des Nouvelles-Hébrides, colonie franco-britannique créée en 1906, de nombreux habitants de Maewo rejoignent Nagriamel, l'un des deux principaux partis indépendantistes. Les Nouvelles-Hébrides prennent finalement leur indépendance en 1980 pour devenir le Vanuatu, mais le parti Nagriamel échoue alors à s'imposer au parlement face au Vanua'aku Pati. En 1994, le Vanuatu est divisé en six provinces. Maewo, Ambae et l'île de Pentecôte forment la province de Pénama.
En 2018, l’île voisine d’Ambae est entièrement évacuée à cause de l’éruption du Manaro Voui. Maewo est alors officiellement désignée « second home » pour les habitants d’Ambae, et près de 3 000 personnes s’y installent, les autres se réfugiant notamment à Espiritu Santo, Pentecôte, Efate et Malo,. Le programme Second Home, organisé par le gouvernement vanuatais, les chefs de village et les habitants eux-mêmes, comprend l’accueil d’évacués dans des familles et la construction de maisons. Le gouvernement vanuatais soutient financièrement ce programme, mais certains habitants de Maewo donnent de leurs propres ressources, notamment du bois de construction et des terres cultivables,.
Finalement, en 2020, 80 % des habitants d’Ambae sont retournés vivre sur leur île. Certaines maisons construites pour les évacués et désormais inhabitées profitent aux habitants de Maewo, qui s’en servent comme maisons d’hôte. Ces maisons sont toujours allouées à l’accueil de réfugiés d’Ambae en cas de nouvelle éruption.

## Population et société

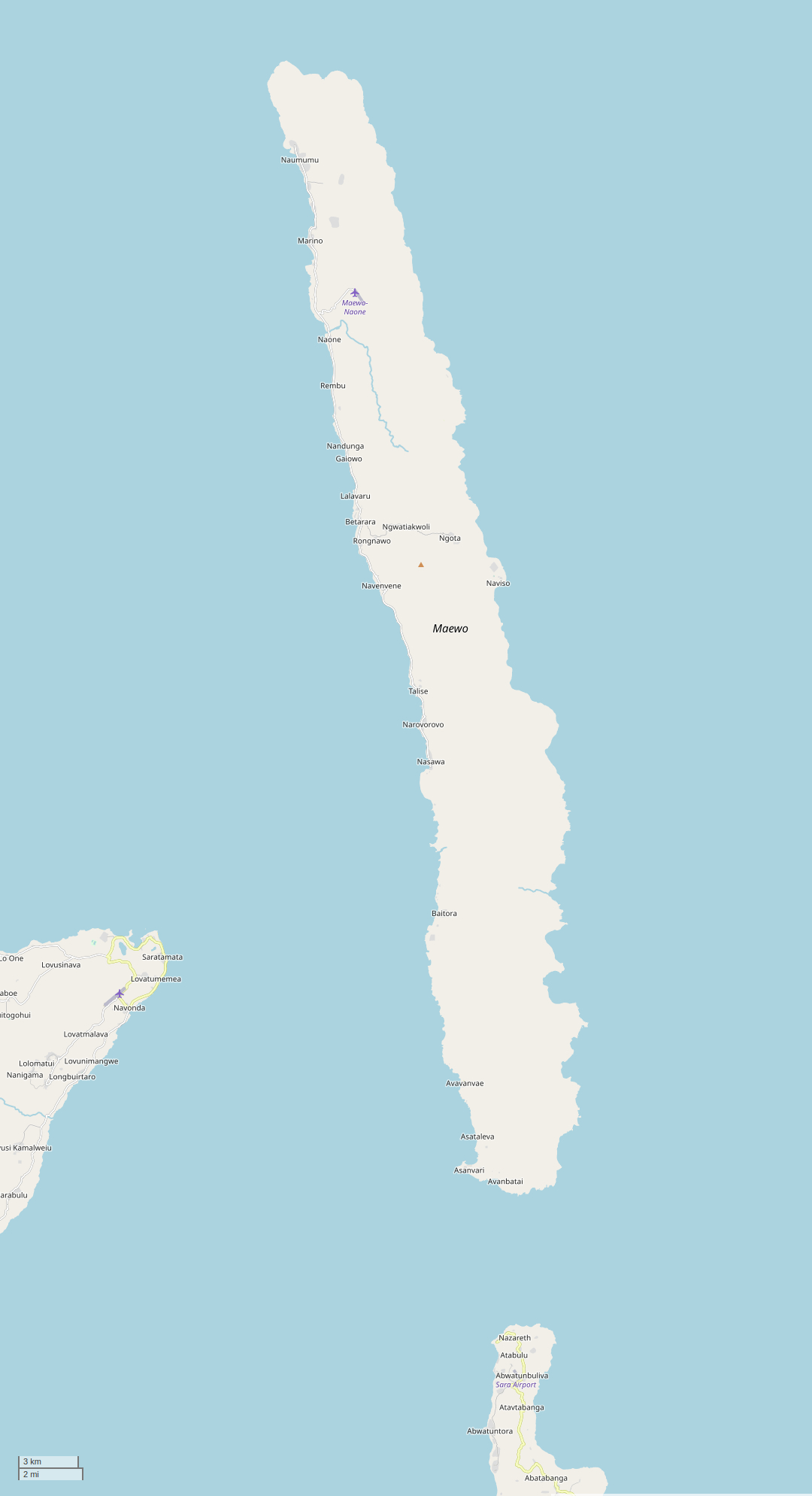
Carte de Maewo avec ses principaux villages et l'aérodrome de Naone, au nord.

### Démographie
La population de Maewo, décimée à la fin du XIXe siècle, atteint 3 577 habitants en 2016 et 4 654 habitants en 2020. Le nord est plus peuplé que le sud, et Maewo est l’île la moins peuplée de la province de Pénama (qui compte près de 10 000 habitants à Ambae et 21 000 sur l’île de Pentecôte en 2020).
Sur l'ensemble de l'île, les religions dominantes sont l’anglicanisme (73 % de la population) et les Églises de Dieu (18 %). L'Église adventiste du septième jour est quasiment absente au nord de l’île, mais au sud, 18 % de la population s'en déclare fidèle. Les quelques autres groupes religieux présents à Maewo (Église presbytérienne, Église catholique, Assemblées de Dieu et Neil Thomas Ministries) comptent pour moins de 10 % de la population. Bien que tous les habitants se déclarent chrétiens, les rites traditionnels existent toujours et les croyances animistes ont une forte influence sur la société.

### Économie
En 2016, l’agriculture, l’élevage et l’artisanat représentent les principales sources de revenus des habitants, pour le commerce ou leur consommation personnelle. Outre le taro, produit grâce à une méthode complexe de culture en terrasses, les principaux végétaux cultivés sont les bananes, le manioc, l’aibika, la papaye et l’igname, et dans une moindre mesure la patate douce, le kava, la noix de coco, le cacao et un peu le café. La production de viande comprend surtout du poulet et du porc, et un peu de vache et de chèvre. Les terres cultivées se trouvent majoritairement au nord ; dans le sud de l’île, près de 70 % des foyers pratiquent la pêche, le plus haut taux pour la province de Pénama. La plupart des familles produisent un surplus de nourriture en prévision d’échanges ou de cérémonies traditionnelles, par exemple les sacrifices de cochons.
Le tourisme est peu développé à Maewo et l'île n'offre que peu d'hébergements touristiques.

### Infrastructures
En 2016, moins de 1 % de la population regarde la télévision, un taux égal au reste de Pénama. En revanche, 12 % des habitants lisent le journal contre moins de 2 % dans le reste de la province, et 17 % des habitants utilisent internet, contre 1 % à 6 % ailleurs (excepté Saratamata, le chef-lieu de la province, où le taux monte à 20%). L’électricité est produite à plus de 95 % par l’énergie solaire, et 99,5 % des habitants cuisinent au feu de bois. Au nord de l’île, près de 80 % des habitants n’ont pas accès à des sanitaires modernes, un pourcentage qui tombe à 40 % au sud. Plus de 70 % des habitations sont construites selon des méthodes traditionnelles, le plus haut taux de Penama. 
Il n’y a aucune ville à Maewo, et le village le plus important est Beterara, sur la côte ouest. On trouve des cliniques médicales à Kerembei, Nasawa, Marino, Narovorovo et Asanvari, et un aérodrome à Naone. Deux vols par semaine permettent de rejoindre Port-Vila, capitale du Vanuatu, via l’aéroport d’Ambae.

## Culture

### Langues
Au moment de l'évangélisation de l'île, de nombreuses langues coexistent, avec pour chacune d'elles des dialectes spécifiques à chaque village. À l'origine vernaculaires, elles sont mises à l'écrit par les missionnaires à la fin du XIXe siècle. John Coleridge Patteson (en), un évêque de la Mission mélanésienne, est l'un des premiers à les étudier. Les trois langues principales sont le sungwadia au nord-ouest, le sungwadaga au nord et au centre, et le baetora à l'ouest et au sud. Leurs locuteurs sont estimés respectivement à 650, 1 400 et 1 330 en 2001. Une quatrième langue, le maewo du sud, ne compte plus aucun locuteur aujourd'hui. Au sud de l'île, quelques centaines d'habitants issus de l'île de Pentecôte parlent le hano. Les langues véhiculaires sont le bislama et l'anglais, langues officielles du Vanuatu.

### Légende de Tagwegwe
Selon une légende locale, les habitants de Maewo ne connaissent à l’origine ni les jalousies, ni la violence, ni les disputes, ni le mariage. Tout cela apparaît après l’arrivée de Tagwegwe, un enfant recueilli avec sa sœur, qui viennent de Tikopia — ils sont décrits comme ayant la peau claire, ce qui pourrait symboliser leur origine polynésienne. Choyé par son oncle adoptif, Tagwegwe devenu adulte se marie et devient vantard, et de là découlent les premières jalousies et les premières disputes. Les gens jaloux, prétentieux ou qui critiquent les bonnes intentions sont considérés comme des descendants de Tagwegwe.

### Groupes secrets

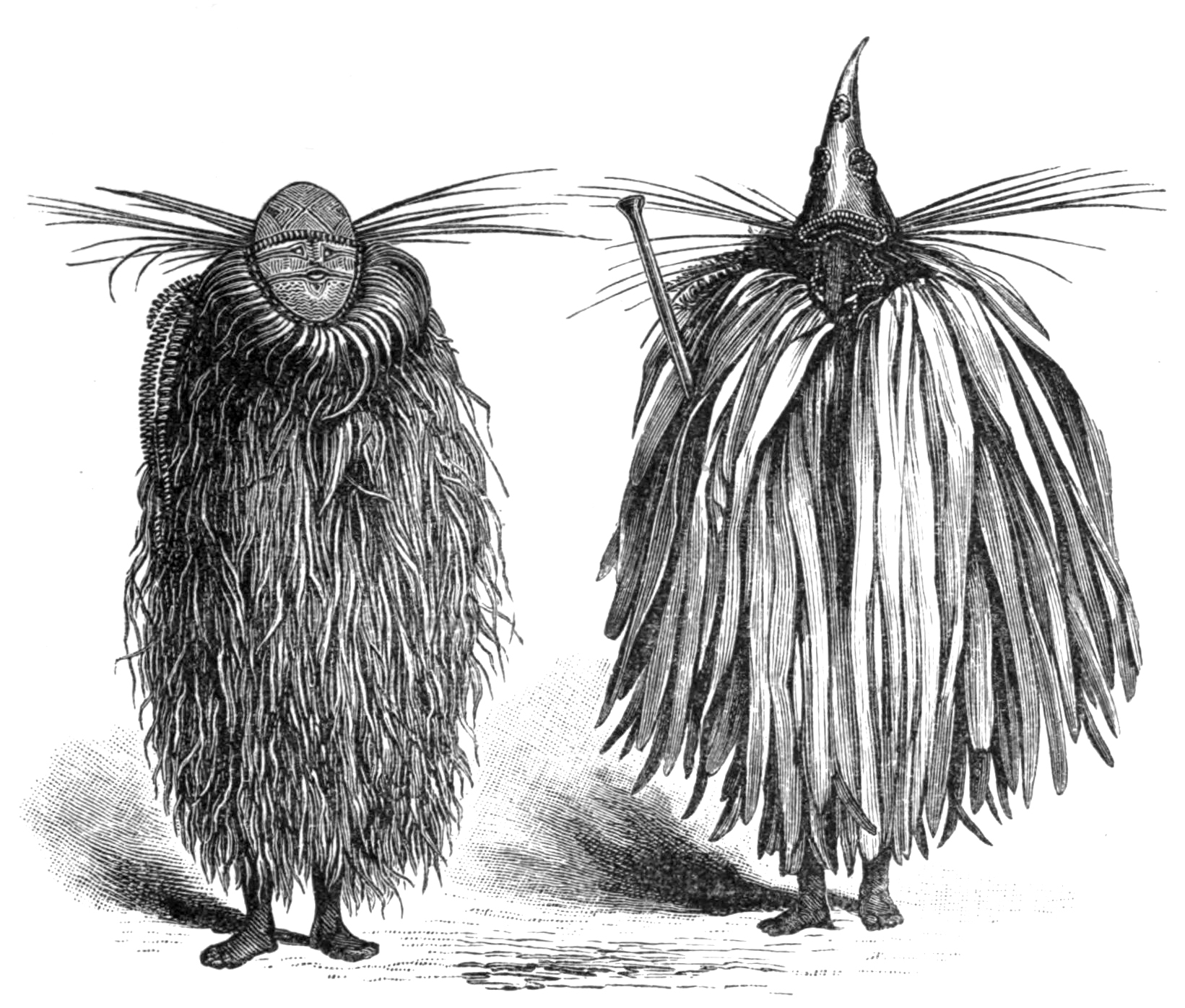
Danseurs de Maewo dessinés en 1891. Le personnage à droite a un costume similaire aux hurters.

Il existe traditionnellement à Maewo des groupes secrets dont les membres sont considérés par le reste de la population comme détenant des pouvoirs magiques ou maléfiques et capables de communiquer avec les esprits. À Maewo, il semble que ces groupes aient été réservés aux hommes. La pratique des hurters, toujours répandue, est probablement héritée de ces sociétés secrètes. Il s’agit pour de jeunes hommes, vêtus de feuilles de bananier et de masques, d’aller de village en village en criant pour annoncer leur arrivée. Les villageois se cachent dans leurs maisons, ceux qui ne le font pas étant roués de coups de bâton. Les masques sont des insignes traditionnellement associés aux membres de groupes secrets, et parfois détruits après leur usage ou certaines cérémonies. Des démonstrations de magie et de sorcellerie sont, encore aujourd’hui, répandues pendant les fêtes traditionnelles.

### Lesngwotari, cheffes coutumières

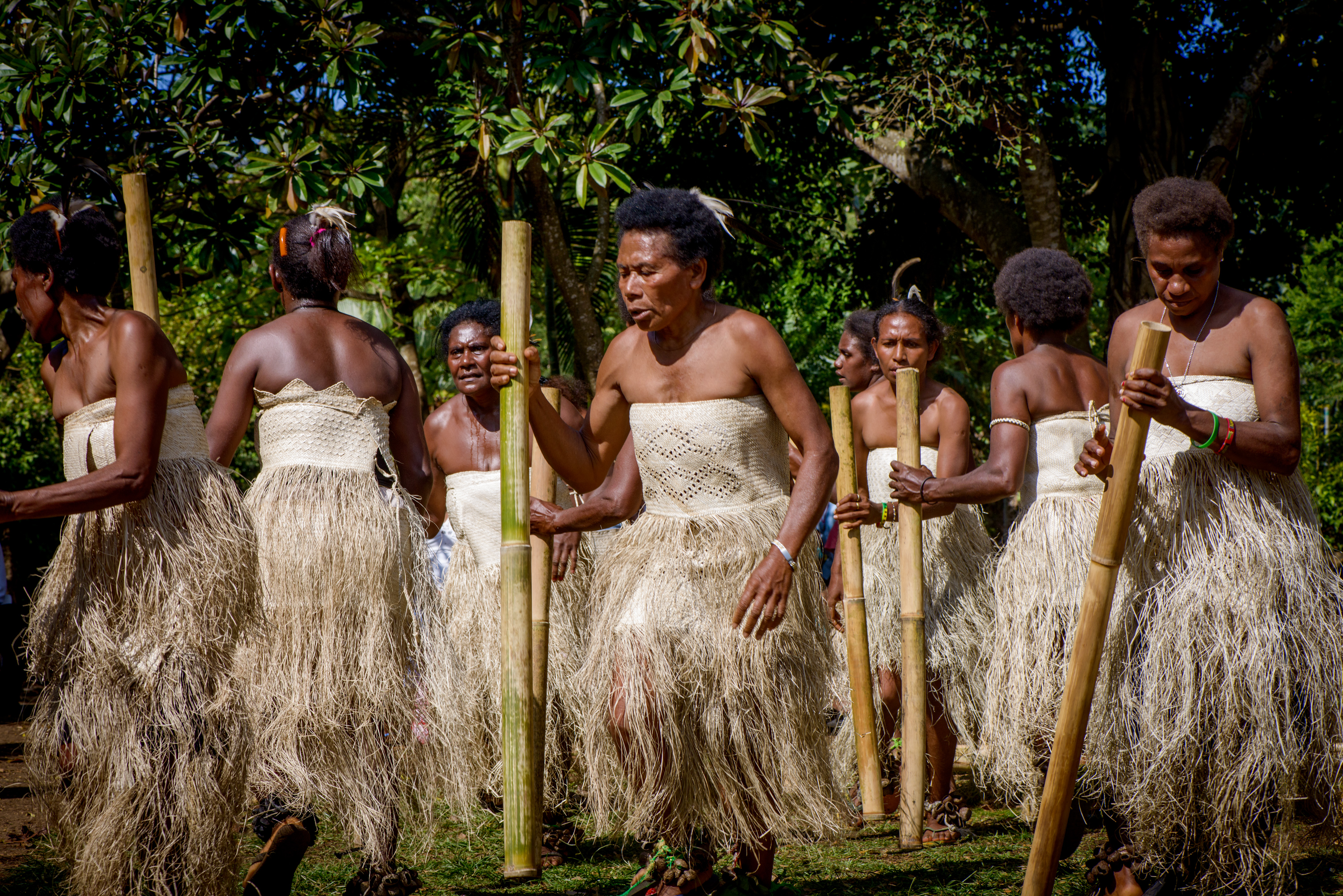
Une danse traditionnelle à Maewo. Les robes blanches sont typiques de Maewo, tandis que les vêtements traditionnels de l'île de Pentecôte et d'Ambae sont teints en pourpre.

Dans la société vanuataise, les chefs occupent toujours une place importante au début du XXIe siècle. Bien que cette fonction n’ait été associée qu’aux hommes par les anthropologues du XXe siècle, il existe aussi des cheffes, principalement dans la province de Pénama, sur l’île de Pentecôte (où est née l’ancienne ministre Hilda Lini, elle-même cheffe) et à Maewo. À Maewo, elles s’appellent ngwotari ou notari, un mot qui n’a pas de traduction littérale : certaines acceptent de le traduire par « cheffe coutumière », mais la plupart préfèrent ne pas le traduire,.
Pour accéder au statut de ngwotari, les filles et les jeunes femmes doivent passer par un rituel, appelé Lengwasa, similaire au Nasumbwe, le rituel masculin : isolement pendant dix jours à l’écart de la communauté, puis sacrifice d’un ou plusieurs cochons. Les ngwotari sont en quelque sorte les garantes du kastom, un mot qui englobe tous les aspects traditionnels de la société vanuataise : connaissance de son île et son histoire, des plantes médicinales, des danses, chants et tissages traditionnels, de la magie, des cérémonies de mariage et de décès et de la « musique de l’eau ». Cette dernière pratique, strictement réservée aux femmes, consiste à frapper la surface de l’eau en rythme, comme un instrument de percussion. C’est une pratique traditionnelle mais non rituelle ; en revanche, certaines danses cérémonielles ne doivent être vues que par des femmes, une restriction qui s’applique aussi aux touristes. De la même manière, certaines danses d’hommes ne peuvent être vues que par les hommes,.
En 2016, les ngwotari essayent d’obtenir un statut officiel auprès du Conseil national des chefs du Vanuatu, qui est ouvert à la proposition, et fait part en 2017 de son intention de mettre à jour ses listes obsolètes.